# Папський університет Святого Томи Аквінського
Папський Університет св. Томи Аквінського (Анґелікум) — один з найвідоміших папських університетів у Римі.
Університет має філіал в Україні: це домініканський Інститут релігійних наук святого Томи Аквінського в Києві.

## Видатні випускники
- Іван Павло II, Папа Римський[7]
- Ноел Кінселла, Спікер Сенату Канади[8]
- Мечислав Мокшицький, архієпископ-митрополит Львівський РКЦ[9]
- Жорж Пір O.P., лавреат Нобелівської премії миру (1958)[10]
- Джон Патрік Фолі, кардинал[11]
- Святослав Шевчук, Верховний Архієпископ Києво-Галицький, Глава Української греко-католицької церкви[12]
- Варкей Вітайятіл, Верховний Архієпископ Ернакулам-Ангамалі, Глава Сиро-малабарської католицької церкви (1999–2011)[13]
- Лев XIV Папа Римський [14]